# Phare de Point Isabel
Le phare de Point Isabel (en anglais : Point Isabel Light), ou encore phare de Port Isabel est un phare historique situé à Port Isabel  dans le comté de Cameron au Texas.
Il est inscrit au Registre national des lieux historiques depuis le 30 avril 1976 sous le n° 76002014 et au Texas Historical Commission .

## Histoire
Il a été construit en 1852 et mis en service en 1853 pour guider les navires à travers la passe de Brazos Santiago (Brazos Island (en)) jusqu'à Port Isabel. Une lentille de Fresnel de troisième ordre y a été installée en 1857.
Pendant la guerre de Sécession, le phare d'Isabel (port) était occupé par des soldats des deux côtés comme poste de guet. Après la guerre civile, le phare a été réaménagé et remis en service en 1866. En 1888, il a été temporairement interrompu, les plaignants ayant prouvé que le gouvernement des États-Unis n’avait pas de titre de propriété sur la terre, le forçant à acquérir le titre. Le 15 juillet 1895, la lumière a été remise en activité. Il a fonctionné pendant dix ans, puis a été éteint en 1905. Le 20 septembre 1927, le gouvernement a vendu le phare et le terrain. Un citoyen local l'a acheté. À la fin des années 1940, un mouvement se met en place pour préserver le phare en tant que site historique. Le 5 octobre 1950, le Texas State Park Board accepta le phare et les terrains environnants comme un cadeau de la part de M. et Mme Lon C. Hill, Jr., les propriétaires de l'époque.
Le Texas State Park Board a commencé à restaurer le phare en 1951, qui a été ouvert au public en 1952. Inactif depuis 1905 il a été remis en service, à titre privé, en 2018 après une longue restauration.
Aujourd'hui, le phare est exploité comme site historique national du phare de Port Isabel. En septembre 1996, un nouveau centre d'accueil et petit musée qui est la réplique de l'ancienne maison de gardien, a été achevé. Le site appartient au Texas Parks and Wildlife Department mais est exploité par la ville de Port Isabel.

## Description
Le phare  est une tour cylindrique en brique, avec galerie et lanterne de 17 m de haut. La tour est blanche et la lanterne et galerie sont noires.
Son feu à éclats émet, à une hauteur focale de 55 m, un flash blanc de seconde par période de 7.5 secondes, jour et nuit. Sa portée est de 24 milles nautiques (environ 55 km) et d'un feu à secteurs rouge fixe pour le feu blanc et de 7 milles nautiques (environ 13 km) pour le feu rouge.
Il est équipé d'une cloche de brouillard émettant deux sonneries par période de 30 secondes, et d'un transpondeur radar émettant la lettre X en alphabet morse.

## Caractéristiques dufeu maritime
Fréquence :  4 secondes (G)
- Lumière : 0.6 seconde
- Obscurité : 3.4 secondes

Identifiant : ARLHS : USA-649 ; USCG : ? - Admiralty : J4228.6 .

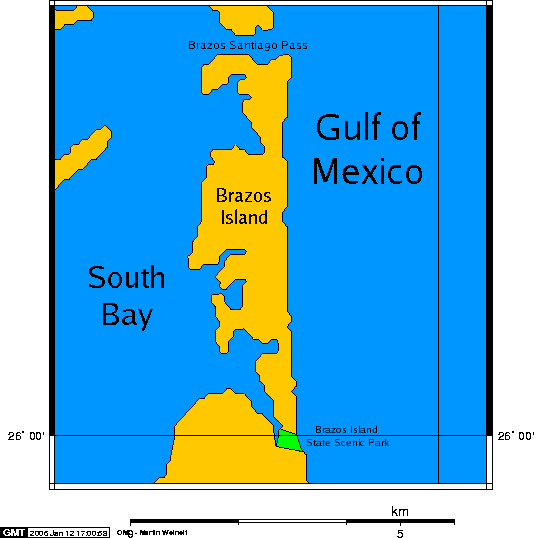
Brazos Island
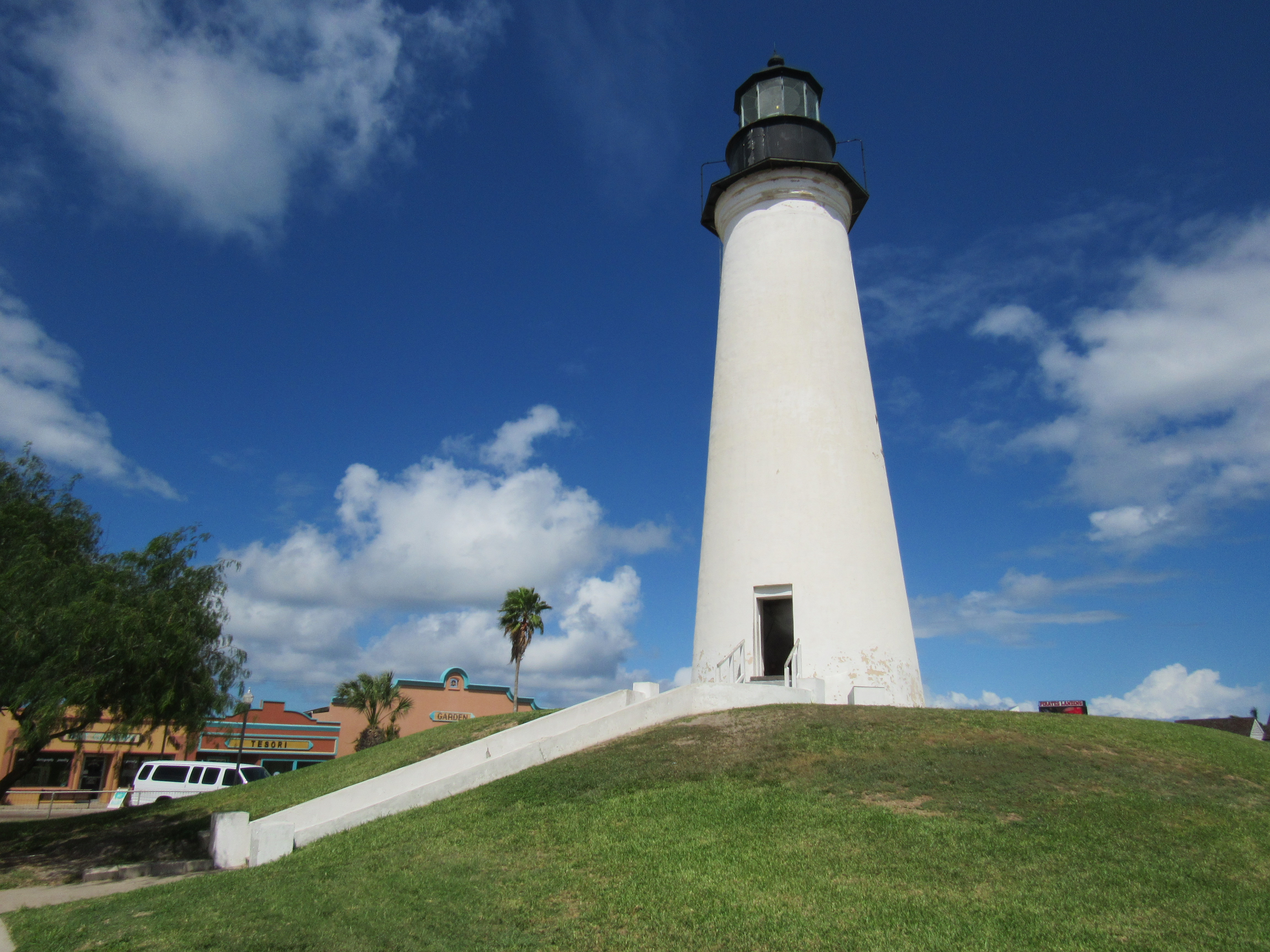
Le phare

### Lien connexe
- Liste des phares du Texas